# Mariana Silva
Mariana dos Santos Silva (São Paulo, 22 de febrero de 1990) es una deportista brasileña que compite en judo. Ganó una medalla en los Juegos Panamericanos de 2015, y cinco medallas en el Campeonato Panamericano de Judo entre los años 2010 y 2016.

## Palmarés internacional
| Juegos Panamericanos    | Juegos Panamericanos       | Juegos Panamericanos | Juegos Panamericanos |
| Año                     | Lugar                      | Medalla              | Categoría            |
| ----------------------- | -------------------------- | -------------------- | -------------------- |
| 2015                    | Toronto (Canadá)           | Medalla de bronce    | –63 kg               |
| Campeonato Panamericano |                            |                      |                      |
| Año                     | Lugar                      | Medalla              | Categoría            |
| 2010                    | San Salvador (El Salvador) | Medalla de bronce    | –63 kg               |
| 2011                    | Guadalajara (México)       | Medalla de plata     | –63 kg               |
| 2012                    | Montreal (Canadá)          | Medalla de bronce    | –63 kg               |
| 2015                    | Edmonton (Canadá)          | Medalla de plata     | –63 kg               |
| 2016                    | La Habana (Cuba)           | Medalla de oro       | –63 kg               |